# Vienna Homerunners
Der WBV Homerunners ist ein am 20. Dezember 1982 gegründeter Baseball-Verein. Die Homerunners waren einer der ersten Baseball-Vereine in Österreich und an der Gründung der Austrian Baseball Federation beteiligt. Da die anderen zu dieser Zeit bestehenden Baseball-Vereine nicht mehr existieren, ist der WBV Homerunners der älteste Baseball-Verein Österreichs.

## Geschichte
1989 konnte der erste fixe Baseballplatz im Wiener Prater eröffnet werden, der noch immer für die Spiele der Nachwuchsteams, der 2. und 3. Mannschaft sowie die Vienna Mosquitoes genutzt wird.
Bereits 1991 nahm eine zweite Mannschaft der Homerunners unter dem Namen Vienna Indians am regulären Ligabetrieb teil, 1994 folgte ein 3. Team, die Vienna White Sox.
Im Frühjahr 2002 fusionierten die Homerunners mit den Vienna Bulldogs. Die Vienna Bulldogs wurden 1989 unter anderem von ehemaligen Spielern der Homerunners gegründet.
Aktuell sind die Homerunners mit drei Teams in den österreichischen Baseballligen vertreten, die Vienna Metrostars spielen in der BLA (Baseball League Austria), die Vienna Mets in der RLO (Regionalliga Ost) und die Freudenau Mets in der LLO (Landesliga Ost).
Seit 1995 gehört auch eine Damen-Fastpitch-Softball-Mannschaft zum Verein. Die Vienna M-Stars spielen in der ASL (Austrian Softball League – höchste österreichische Spielklasse). Ab der Saison 2015 wurde mit den Freudenau M-Stars ein weiteres Team in der SBL (Softball-Bundesliga – zweithöchste Spielklasse) installiert.
Daneben werden Nachwuchsteams in allen Altersklassen (Junioren, Jugend, Pony, Schüler und Kinder) unter dem Namen Vienna Lions betreut, sowie Kooperationen mit Schulen gepflegt.

## Erfolge
- fünfzehnfacher Österreichischer Meister (1985–1989, 1992, 1994, 1996, 2005, 2006, 2007, 2011, 2014, 2018[1], 2020)
- zehnfacher Österreichischer Juniorenmeister (2005, 2006, 2007, 2008, 2009, 2010, 2011, 2012, 2015[2], 2016[3])
- neunfacher Österreichischer Jugendmeister (1999, 2001, 2003, 2004, 2005, 2006, 2008, 2009, 2014[4])
- neunfacher Österreichischer Schülermeister (1996, 1998, 1999, 2000, 2002, 2005, 2008, 2013[5],2019[6])
- vierfacher Österreichischer Meister Coed Slowpitch Softball (2002, 2009, 2010, 2018[7])